# Pioneer P-30
Pioneer P-30 o P 30 (y también conocida como Atlas-Able 5A y Pioneer Y) fue el nombre de una sonda espacial de la NASA lanzada el 25 de septiembre de 1960 mediante un cohete Atlas y destruida durante el lanzamiento.
La misión de P 30 era situar una sonda con instrumentación científica en órbita lunar para estudiar el entorno Tierra-Luna y desarrollar la tecnología para controlar y maniobrar una sonda lunar desde la Tierra. Llevaba instrumentos destinados a estimar la masa de la Luna y la topografía de los polos lunares, registrar la distribución y velocidad de los micrometeoritos y estudiar la radiación, los campos magnéticos y las ondas electromagnéticas de baja frecuencia en el espacio.
El lanzamiento tuvo lugar sin problemas, con la primera etapa del cohete Atlas agotándose a los 275 segundos del lanzamiento y separándose a 250 segundos más tarde, a una altura de unos 370 km. Durante la ignición de la segunda etapa la telemetría indicó anomalías en la combustión y poco después el motor se apagó debido un fallo en el sistema de bombeo del oxidante, provocando la reentrada atmosférica del cohete con la sonda en algún lugar del océano Índico.
Pioneer P-30, prácticamente idéntica a su antecesora Pioneer P-3, que también fracasó en su misión, tenía forma de esfera de 1 metro de diámetro, con un sistema de propulsión situado en la parte inferior que le daba una altura total de 1,4 metros.